# Олешь
Олешь — село в Степановском сельском поселении Галичского района Костромской области России.
Село расположено у реки Олешанка. Своё первоначальное название Троица Олешь получило по имени церкви и речки.

## История
Есть косвенные источники, согласно которым, село уже существовало в начале XV века и в то время было центром волости Залешье.
Согласно Спискам населенных мест Российской империи в 1872 году село Троица-Олешь (Олешь) относилось к 1 стану Галичского уезда Костромской губернии. В нём числилось 10 дворов, проживало 24 мужчины и 23 женщины. В селе имелось две православных церкви.
В 1889 году в Олеши в церковно-приходской школе после окончания Костромской семинарии работал учителем Николай Кротков, впоследствии архиепископ Костромской и Галичский Никодим (Кротков), в августе 2000 года причисленный к лику святых.
Согласно переписи населения 1897 года в селе проживало 65 человек (30 мужчин и 35 женщин).
Согласно Списку населенных мест Костромской губернии в 1907 году село относилось к Вознесенской волости Галичского уезда Костромской губернии. По сведениям волостного правления за 1907 год в нём числилось 7 крестьянских дворов и 56 жителей. В селе имелись школа,  больница и кирпичный завод. Основными занятиями жителей села, помимо земледелия, были малярный и плотницкий промыслы.
До муниципальной реформы 2010 года село входило в состав Толтуновского сельского поселения.

## Население
| 2008 | 2010 | 2012 | 2014 |
| ---- | ---- | ---- | ---- |
| 168  | ↘129 | ↗167 | ↘163 |

## Достопримечательности
Троицкий храмовый комплекс села Олеши имеет два храма: теплый и холодный, оба каменные, с такою же колокольнею; первый построен в 1801 году, второй — в 1810 году на средства прихожан. Ограда каменная. Кладбище при церкви.
Сравнительно редкий пример сельского храмового комплекса, сложившегося в течение одного десятилетия и сохранившего своеобразные памятники, в облике которых формы классицизма соседствуют с отдельными элементами барокко.
Летняя церковь Троицы с приделами Казанской Иконы Богоматери и Феодосия Тотемского построена в 1801 году. В 1810 году к северу от неё возвели зимнюю церковь Николая Чудотворца с приделом Дмитрия Солунского, а церковную территорию обнесли впоследствии разрушенной невысокой кирпичной оградой с монументальными восточными воротами, украшенными портиком из четырех сдвоенных колонн.
В 1902-04 годах на средства местного уроженца петербургского купца 1-й гильдии Ефима Васильевича Васильева Троицкий храм был частично перестроен (утолщены наружные стены, переложен алтарь, сделаны новые полы с устройством под ними калориферного отопления, одновременно сделан новый иконостас). Первоначальный проект перестроек был отклонен губернском инженером Л. Требертом и впоследствии доработан архитектором Л. А. Большаковым; технический надзор за работами осуществлял петербургский архитектор Г. Г. фон Голи.
Храмы расположены на южной окраине села, апсидами они обращены к дороге, а западными фасадами выходят на бровку высокого, заросшего деревьями берега реки Олешанка.
Покрывающая стены церкви Троицы масляная живопись в блеклых холодных тонах выполнена в начале XX века в традициях позднего академизма. В лотках свода написаны евангелисты, на южной стене между окон — «Преображение», на западной — «Сошествие Св. Духа на апостолов» (композиция на северной стене не читается), над боковыми арками — полоса орнамента и символы веры; в конхе алтаря — «Отечество», а между окон — «Моление о чаше» и «Воскресение»; на южной стороне придела — «Сретение».
В своде четверика церкви Николая Чудотворца сохранилась клеевая живопись первой четверти XIX века в теплых охристых тонах. На узких диагональных гранях изображены попарно архангелы с расправленными за спиной крыльями на фоне клубящихся облаков. У ног фигур — вьющиеся ленты с их именами. В основании свода проходил гризайльный карниз с головками серафимов.

Фрески Троицкого храмового комплекса
Фреска с купола Троицкой церкви
Фреска со стены Троицкой церкви